# Wildbad Weißenburg

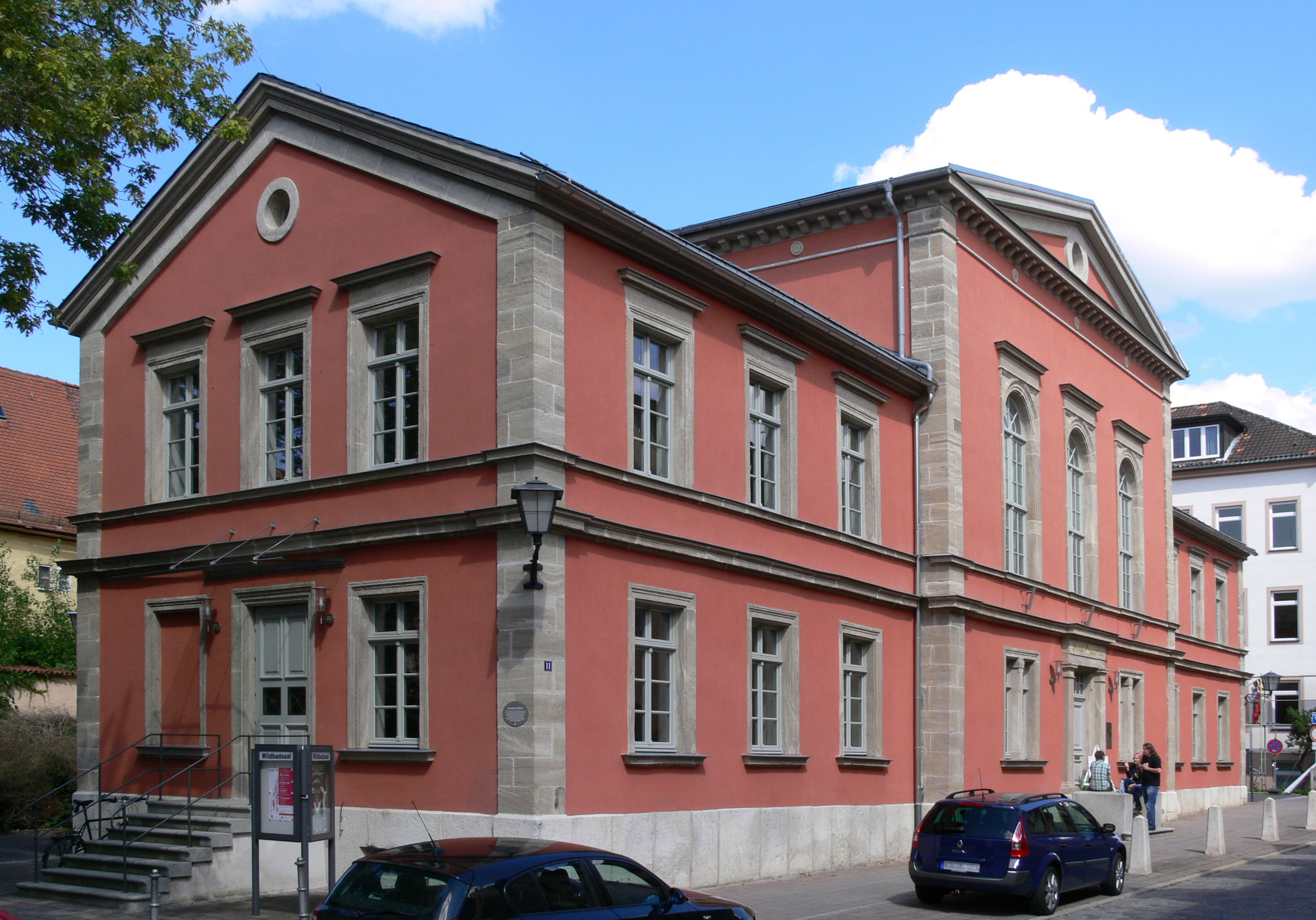
Das Wildbad im Juli 2012

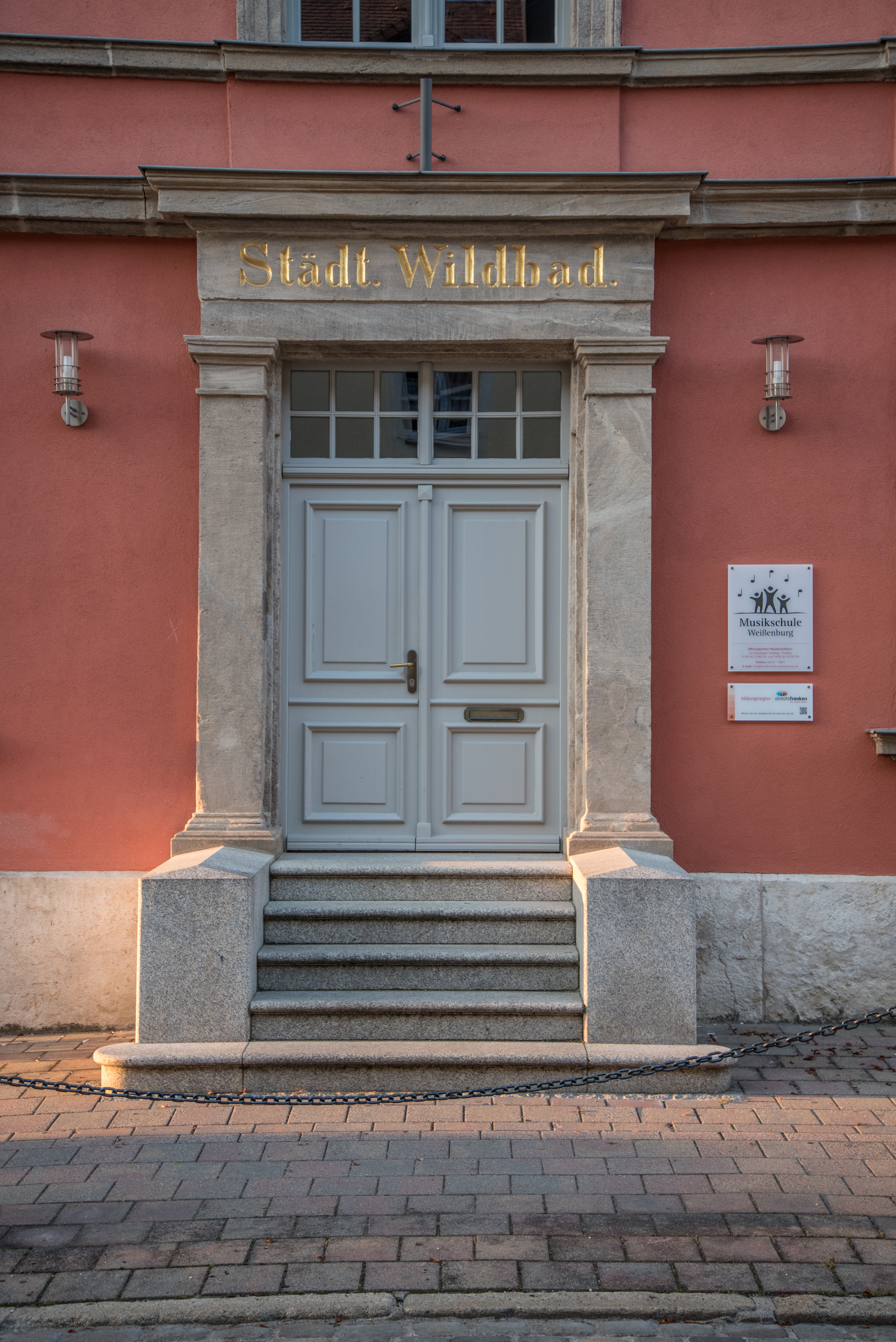
Das Portal

Das ehemalige Wildbad Weißenburg befindet sich in der denkmalgeschützten Altstadt von Weißenburg in Bayern im mittelfränkischen Landkreis Weißenburg-Gunzenhausen. Das Gebäude ist unter der Denkmalnummer D-5-77-177-466 als Baudenkmal in die Bayerische Denkmalliste eingetragen.
Das Bauwerk mit der Adresse Wildbadstraße 11 steht in der südlichen Weißenburger Altstadt unweit der Beruflichen Oberschule auf einer Höhe von 419 Metern über NHN.
Der Bau des Brunnenhauses ist auf das Jahr 1537 datiert, der Bau des Badehauses auf das Jahr 1538. Die Heilquelle, deren heilsame Wirkung im 17. Jahrhundert Tests bestätigt wurde, bescherte der Stadt einen regen Kur- und Badebetrieb. Davon zeugen zwei Gemälde, die heute im Reichsstadtmuseum Weißenburg ausgestellt sind. Im 19. Jahrhundert wurde das Heilbad nur noch von Einheimischen benutzt. 1868 bis 1869 entstand der heutige klassizistische Bau in klaren Formen der Neurenaissance mit großem Festsaal im Obergeschoss, welches nur noch als Volksbad und nicht als Heilbad bezeichnet wurde. Ab dem Ersten Weltkrieg wurden im Gebäude Filme gezeigt. Nach dem Zweiten Weltkrieg wurde ein neues Bad errichtet und das alte Volksbad wurde als Verwaltungs- und Schulraum genutzt. 2001 wurde das denkmalgeschützte Gebäude saniert. Der Wildbadsaal wird für Veranstaltungen von Vereinen genutzt.
Der palaisartige Satteldachbau hat einen giebelseitig ausgerichteten Haupttrakt, der von zwei seitlichen, etwas niedrigeren Flügelbauten flankiert wird. Das Gebäude besteht aus Sandstein. Die Ecklisenen und die Gliederungen sind aus Naturstein.